# 文世光
文 世光（ムン・セグァン、ぶん せいこう、1951年12月26日 - 1974年12月20日）は、朴正煕大統領の殺害を試み、その夫人である陸英修を射殺したことで著名な在日韓国人。
大阪在住の在日韓国人で、日本での通名は南条 世光（なんじょう せいこう）だったが、北朝鮮の工作員になった。

## 来歴
1951年（昭和26年）大阪府大阪市東住吉区に、石綿製品製造業を営む家の三男に生まれた。本籍は慶尚南道。
高校を2年で中退。大阪在日韓国人居留民団生野北支部に加入。高校の頃から「金日成選集」「毛沢東語録」などを読みふけり、左翼思想に傾倒した。
1973年9月、文は朝鮮総連大阪生野西支部政治部長の金浩竜（キム・ホリョン）と初めて接触し、韓国の大統領を暗殺して「人民蜂起の起爆剤」となれと扇動された。10月頃には、友人で後に共犯となるYに「韓国で革命を成し遂げるには朴正熙を殺すしかない」との決意を語り、1973年11月に金から50万円の工作金を受け取った。
以後、断片的にしか足跡はわからないが、1974年2月、東京都台東区在住の人物を名乗り、病院に入院していた。5月、大阪に停泊していた万景峰号で思想教育を受けた。 1974年7月17日夜から翌日早朝にかけて大阪市中央区の高津派出所の裏窓を破って侵入し、警察官4人が仮眠していた間に、実弾5発が入った拳銃2丁を盗み取った。Yの夫の戸籍謄本を利用して旅券を申請して、偽のビザと旅券を入手した。8月1日、後に警察はこの日付で書かれた「戦闘宣言」と題した文書を発見する。8月6日、トランジスタラジオの中に拳銃を隠して、金浦国際空港からソウルに入った。
8月15日は韓国の光復節にあたり、韓国国立劇場で記念式典が行われることになっていたが、文はレンタカーのフォード車で乗りつけ、日本人高官になりすまして警察官の目を誤魔化し、会場に潜入した。
最初、朴正煕大統領が入場する際を狙って銃撃を試みるつもりだったが、歓迎の子供達に阻まれて接近できず、次に登壇した大統領をすぐに撃とうと焦ってポケット中で拳銃が暴発。自分の太ももを撃ち抜いた。近くにあったスピーカーの大騒音で銃声は掻き消されたが、激痛に耐えながら前進して銃の乱射を開始。2発目は演壇に命中した。これで異変に気づいた朴正煕が演壇の背後に隠れると、3発目は不発で、さらに焦った文は（意図的か誤射かは不明）朴の横の席に座っていた大統領夫人陸英修に向けて4発目を発砲して彼女の頭部右側に致命傷を与えた。直後に周囲の出席者にタックルされたが、揉み合いながら最後の5発目を発砲した。この流れ弾、または一説には警護官の応射によって、式典の合唱団員の女子高生・張峰華が被弾し、死亡した。
結果、朴の暗殺には失敗し、文世光は韓国警察に現行犯逮捕された。韓国警察とKCIAは即座に北朝鮮の凶行と断じ、日本政府に対して朝鮮総連の取り締まりを求めたが、金大中事件で両国が対立した直後であり、日本政府は国内法の制限を理由に拒否した。同じく韓国は金浩竜の身柄引き渡しと、Y夫妻の起訴を要求した。大阪地検は金浩竜を捜査したが、金は頑なに関与を否定した。大阪地検・警視庁・公安は全国的な捜査を行い、いくつかの状況証拠を集めたが、背後の北朝鮮や朝鮮総連とのつながりを解明できずに捜査を断念して、文世光事件を文の単独犯行であるとの公式見解を発表したが、この経緯については公表されておらずよくわかっていない。ただYはパスポート管理法違反で起訴され、懲役3年・執行猶予1年が宣告された。
韓国での文世光の裁判は、文が大筋で犯行を認めていたため、一方的な非難の場となった。10月7日に初公判、19日に1審、11月20日に2審、12月17日に最高裁と、わずか2ヶ月で結審して、すべてで有罪となり死刑が宣告された。文は死刑執行を前に泣き出し、「朝鮮総連に騙された」「陸女史と死んだ女子学生に謝罪します」「私が馬鹿だった」などと涙ながらに悔恨の弁を述べ、母親に遺言を残すのが精一杯だった。事件から4ヶ月後の12月20日、ソウル拘置所で絞首刑が執行された。

## その後
当時の日本の警察が捜査を断念して未解決事件としてしまったことは、北朝鮮の日本での工作を活発化させ、北朝鮮による日本人拉致問題に悪い影響を与えた。また在日の犯行ということで、短期的にも日韓関係が悪化した。さらに、事件のインパクトから焦燥に駆られた東アジア反日武装戦線が、虹作戦で列車爆破に使用されるはずだった高威力の爆弾を転用したことで三菱重工爆破事件の被害拡大に繋がったとされる。
文世光本人については、梁石日の小説『夏の炎』の主人公とは全く別のキャラクターであり、北朝鮮の土台人という評価しかない。韓国では1979年、京畿道の女子高校の女教師が、演壇の背後に1人で隠れた朴大統領は滑稽で「文世光は勇敢だった」を称賛して、反共法によって逮捕されるという事件があった。これは懲役1年・執行猶予2年の有罪となったが、2014年の再審により逆転無罪となっている。
事件当初より、北朝鮮の「在日本公民団体」を称する朝鮮総連の指令をうけて犯行が行われたという説が有力だったが、2002年5月12日、朴正煕と陸英修の娘である朴槿恵議員（当時）が平壌を訪問した際に、会見した金正日総書記が文世光は北朝鮮の工作員であったと認めて「部下がやったことで自分は知らなかった」と謝罪したことにより、文世光事件は北朝鮮による韓国大統領暗殺未遂事件であったことが確認されている。
また後年、大統領となる朴槿恵は、母親を失い精神的にチェ・テミン（崔太敏）、チェ・スンシル（崔順実）親子に依存することになったとし、朴槿恵の父親である朴正煕大統領を暗殺する金載圭の弁護人は控訴審で「崔太敏氏の疑惑について朴正熙大統領に進言したが、聞き入れなかった」と、暗殺の動機の一因になったと主張した。